# Robion
Robion – miejscowość i gmina we Francji, w regionie Prowansja-Alpy-Lazurowe Wybrzeże, w departamencie Vaucluse.
Według danych na rok 1990 gminę zamieszkiwało 3844 osób, a gęstość zaludnienia wynosiła 224 osoby/km² (wśród 963 gmin regionu Prowansja-Alpy-W. Lazurowe Robion plasuje się na 178. miejscu pod względem liczby ludności, natomiast pod względem powierzchni na miejscu 543.).

## Populacja

Populacja Robion w latach 1962–2008